# 中国十大考古新発見
中国十大考古新発見（ちゅうごくじゅうだいこうこしんはっけん、中: 全国十大考古新发现）は、中華人民共和国において当該年度内になされた中国考古学上の発見のうち、10項目を選んで国家文物局が発表したもの。

## 2024年度
1. 四川省楽至県の濛渓河遺跡群[1]
2. 浙江省仙居県の下湯遺跡
3. 甘粛省臨洮県の寺窪遺跡
4. チベット自治区康馬県の瑪不錯遺跡
5. 湖北省武漢市黄陂区の盤竜城遺跡
6. 陝西省宝鶏市の周原遺跡
7. 北京市房山区の琉璃河遺跡
8. 安徽省淮南市の武王墩1号墓
9. 雲南省昆明市晋寧区の河泊所遺跡
10. 新疆ウイグル自治区カシュガル市の莫爾寺遺跡

## 2023年度
1. 山東省沂水県の跋山遺跡群[2]
2. 福建省平潭県の壳丘頭遺跡群
3. 安徽省郎渓県の磨盤山遺跡
4. 湖北省荊門市の屈家嶺遺跡
5. 河南省永城市の王荘遺跡
6. 河南省鄭州市の商都書院街墓地
7. 陝西省清澗県の寨溝遺跡
8. 甘粛省礼県の四角坪遺跡
9. 山西省霍州市の陳村磁窯跡
10. 南シナ海西北陸坡一号、二号沈船遺跡

## 2022年度
1. 湖北省十堰市の学堂梁子遺跡[3]
2. 山東省淄博市臨淄区の趙家徐姚遺跡
3. 山西省呂梁市興県の碧村遺跡
4. 河南省洛陽市偃師区の二里頭遺跡都邑の多重格子構造
5. 河南省安陽市の殷墟商王陵および周辺遺物
6. 陝西省咸陽市旬邑県の西頭遺跡
7. 貴州省貴安新区の大松山墓群
8. 吉林省琿春市の古城村寺廟跡
9. 河南省開封市の州橋および附近汴河遺跡
10. 浙江省温州市の朔門古港遺跡

## 2021年度
1. 四川省稲城県の皮洛遺跡[4]
2. 河南省南陽市臥竜区の黄山遺跡
3. 湖南省澧県の鶏叫城遺跡
4. 山東省滕州市の崗上遺跡
5. 四川省広漢市の三星堆遺跡祭祀区
6. 湖北省雲夢県の鄭家湖墓地
7. 陝西省西安市灞橋区の江村大墓
8. 甘粛省武威市涼州区の唐代吐谷渾王族墓葬群
9. 新疆ウイグル自治区ロプノール県克亜克庫都克烽燧遺跡
10. 安徽省鳳陽県の明中都遺跡

## 2020年度
1. 貴州省安順市平壩区の招果洞遺跡[5]
2. 浙江省余姚市の井頭山遺跡
3. 河南省鞏義市の双槐樹遺跡
4. 河南省周口市淮陽区の時荘遺跡
5. 河南省伊川県の徐陽墓地
6. チベット自治区ツァンダ県の桑達隆果墓地
7. 江蘇省徐州市の土山二号墓
8. 陝西省西安市の少陵原十六国大墓
9. 青海省都蘭県の熱水墓群2018血渭一号墓
10. 吉林省図們市の磨磐山山城遺跡

## 2019年度
1. 陝西省漢中市南鄭区の疥疙洞旧石器時代洞穴遺跡[6]
2. 黒竜江省饒河県の小南山遺跡
3. 陝西省神木市の石峁遺跡皇城台
4. 河南省周口市淮陽区の平糧台城跡
5. 山西省絳県の西呉壁遺跡
6. 甘粛省敦煌市の旱峡玉鉱遺跡
7. 湖北省随州市の棗樹林春秋曾国貴族墓地
8. 新疆ウイグル自治区奇台県の石城子遺跡
9. 青海省烏蘭県の泉溝吐蕃時期壁画墓
10. 広東省の「南海１号」南宋沈没船水中考古発掘

## 2018年度
1. 広東省英徳市の青塘遺跡[7]
2. 湖北省沙洋県の城河新石器時代遺跡
3. 陝西省延安市宝塔区の蘆山峁新石器時代遺跡
4. 新疆ウイグル自治区ニルカ県の吉仁台溝口遺跡
5. 山西省聞喜県の酒務頭殷代墓地
6. 陝西省澄城県の劉家窪東周遺跡
7. 江蘇省張家港市の黄泗浦遺跡
8. 河北省張家口市崇礼区の太子城金代城跡
9. 重慶市合川区の釣魚城范家堰南宋衙署遺跡
10. 遼寧省荘河市沿海の日清戦争沈没艦（経遠艦）の水中考古調査

## 2017年度
1. 新疆ウイグル自治区ジェミナイ県の通天洞遺跡[8]
2. 山東省済南市章丘区の焦家遺跡
3. 陝西省西安市高陵区の楊官寨遺跡
4. 寧夏回族自治区彭陽県の姚河塬西周遺跡
5. 河南省新鄭市の鄭韓故城遺跡
6. 陝西省西安市閻良区の秦漢櫟陽城遺跡
7. 河南省洛陽市の後漢帝陵考古調査と発掘
8. 江西省貴渓市の竜虎山大上清宮遺跡
9. 吉林省安図県の宝馬城金代長白山神廟遺跡
10. 四川省眉山市彭山区の江口明末戦場遺跡

## 2016年度
1. 寧夏回族自治区青銅峡市の鴿子山遺跡[9]
2. 貴州省安順市平壩区の牛坡洞洞穴遺跡
3. 湖北省天門市の石家河遺跡
4. 福建省永春県の苦寨坑原始青磁窯跡
5. 陝西省宝鶏市鳳翔区の雍山血池秦漢祭祀遺跡
6. 北京市通州区の漢代路県故城遺跡
7. 浙江省慈渓市の上林湖後司嶴唐五代秘色磁窯跡
8. 上海市青浦区の青竜鎮遺跡
9. 山西省河津市の固鎮宋金磁窯跡
10. 湖南省桂陽県の桐木嶺鉱冶遺跡

## 2015年度
1. 雲南省玉渓市江川区の甘棠箐旧石器遺跡[10]
2. 江蘇省興化市・東台市の蒋荘遺跡
3. 浙江省杭州市余杭区の良渚古城外周の大型水利工程の調査と発掘
4. 海南省東南部沿海地区の新石器時代遺構
5. 陝西省扶風県・岐山県の周原遺跡
6. 湖北省大冶市の銅緑山四方塘遺跡墓葬区
7. 江西省南昌市新建区の前漢海昏侯劉賀墓
8. 河南省洛陽市の漢魏洛陽城太極殿遺跡
9. 内モンゴル自治区ドロンノール県の遼代貴妃家族墓葬
10. 遼寧省の清代沈没船「丹東1号」（致遠艦）水中考古調査

## 2014年度
1. 広東省鬱南県磨刀山遺跡と南江流域の旧石器地点群[11]
2. 河南省鄭州市の東趙遺跡
3. 湖北省棗陽市の郭家廟曾国墓地
4. 雲南省祥雲県の大波那墓地
5. 浙江省紹興市上虞区の禁山窯跡
6. チベット自治区ガリ地区の故如甲木墓地と曲踏墓地
7. 内モンゴル自治区正鑲白旗の伊和淖爾墓群
8. 河南省の隋代糧倉遺跡
9. 北京市延慶県大荘科郷の鉱冶遺跡群
10. 貴州省遵義市紅花崗区新蒲鎮の播州土司墓地

## 2013年度
1. 陝西省宝鶏市渭浜区の石鼓山西周墓地[12]
2. 湖北省随州市の文峰塔東周墓地
3. 山東省沂水県の紀王崮春秋墓
4. 湖南省益陽市赫山区の兎子山遺跡
5. 四川省成都市金牛区老官山の前漢木槨墓
6. 河南省新安県の漢函谷関遺跡
7. 陝西省西安市未央区の前漢長安城渭橋遺跡
8. 江蘇省揚州市邗江区の曹荘隋唐墓（隋煬帝墓）
9. 四川省石渠県の吐蕃時代の石刻
10. 江西省景徳鎮市浮梁県南窯の唐代窯跡

## 2012年度
1. 河南省欒川県の孫家洞旧石器遺跡[13]
2. 江蘇省泗洪県の順山集新石器時代遺跡
3. 四川省金川県の劉家寨新石器時代遺跡
4. 陝西省神木県の石峁遺跡
5. 新疆ウイグル自治区温泉県の阿敦喬魯遺跡と墓地
6. 山東省定陶県の霊聖湖漢墓
7. 河北省内丘県の邢窯遺跡
8. 内モンゴル自治区の遼上京皇城西山坡仏寺遺跡
9. 重慶市渝中区の老鼓楼衙署遺跡
10. 貴州省遵義市匯川区の海竜囤遺跡

## 2011年度
1. 河南省鄭州市二七区老奶奶廟の旧石器時代遺跡
2. 福建省漳平市の奇和洞遺跡
3. 浙江省杭州市余杭区の玉架山先史集落遺跡
4. 内モンゴル自治区通遼市の哈民先史集落遺跡
5. 四川省屏山県の石柱地遺跡
6. 湖北省随州市葉家山の西周初期曾侯墓地
7. 遼寧省建昌県東大杖子の戦国墓地
8. 江蘇省盱眙県の大雲山江都王陵
9. 山西省大同市の雲崗石窟窟頂北魏遼金仏教寺院遺跡[14]
10. 山東省の京杭大運河七級埠頭、土橋水門と南旺分水枢軸遺跡

## 2010年度
1. 河南省新鄭市望京楼の夏殷時代の城跡[15]
2. 山東省済南市歴城区大辛荘の殷代遺跡
3. 山西省翼城県大河口西周墓地
4. 江蘇省蘇州市呉中区木瀆古城遺跡
5. 陝西省西安市長安区鳳棲原の前漢家族墓地
6. 新疆ウイグル自治区ピチャン県の吐峪溝石窟群と仏寺遺跡
7. 陝西省藍田県の北宋呂氏家族墓園
8. 湖南省永順県の老司城遺跡
9. 江蘇省南京市秦淮区の大報恩寺遺跡
10. 広東省汕頭市南澳県の「南澳1号」明代沈船遺跡

## 2009年度
1. 河南省新密市の李家溝遺跡[16]
2. 安徽省固鎮県の垓下遺跡
3. 江蘇省張家港市の東山村遺跡
4. 内モンゴル自治区赤峰市二道井子の夏家店下層文化集落遺跡
5. 山東省高青県の陳荘西周城跡
6. 陝西省富県の秦直道遺跡
7. 陝西省の前漢帝陵の考古調査および発掘
8. 河南省安陽県の西高穴曹操高陵
9. 河北省曲陽県澗磁村の定窯遺跡
10. 江西省高安市の華林造紙作坊遺跡

## 2008年度
1. 陝西省高陵県の楊官寨遺跡
2. 甘粛省臨潭県の磨溝斉家文化墓地
3. 山東省寿光市の双王城塩業遺跡群
4. 陝西省岐山県の周公廟遺跡
5. 雲南省剣川県の海門口遺跡
6. 江蘇省無錫市浜湖区・常州市武進区の闔閭城遺跡
7. 河南省滎陽市の娘娘寨遺跡
8. 安徽省蚌埠市淮上区の双墩一号春秋墓
9. 河南省新鄭市の胡荘墓地
10. 四川省成都市江南館街の唐宋街坊遺跡

## 2007年度
1. 河南省許昌市の霊井旧石器遺跡[17]
2. 河南省新鄭市の唐戸遺跡
3. 浙江省杭州市余杭区の良渚文化古城遺跡
4. 湖北省鄖県の遼瓦店子遺跡
5. 河南省滎陽市の関帝廟遺跡
6. 江西省靖安県の李洲坳東周墓
7. 新疆ウイグル自治区バルクル・カザフ自治県の東黒溝遺跡
8. 河南省偃師市の後漢帝陵と洛陽邙山墓群
9. 新疆ウイグル自治区クチャ県友誼路の晋十六国時期の磚室墓
10. 河北省磁県の東魏元祜墓と河南省安陽県固岸の東魏北斉墓地

## 2006年度
1. 雲南省富源県大河の旧石器洞穴遺跡[18]
2. 広東省深圳市咸頭嶺の新石器時代遺跡
3. 河南省霊宝市の西坡新石器時代大型墓地
4. 広東省仏山市高明区の古椰貝丘遺跡
5. 山西省柳林県の高紅殷遺跡
6. 福建省浦城県の管九村土墩墓
7. 甘粛省張家川回族自治県の馬家塬戦国墓地
8. 甘粛省礼県の大堡子山遺跡
9. 安徽省六安市金安区の双墩墓地
10. 上海市志丹苑の元代水閘遺跡

## 2005年度
1. 浙江省嵊州市の小黄山遺跡
2. 湖南省洪江市の高廟遺跡
3. 河南省鶴壁市の劉荘遺跡
4. 福建省浦城県猫耳弄山の殷窯群
5. 貴州省威寧イ族回族ミャオ族自治県の中水遺跡
6. 山西省絳県の横水西周墓地
7. 江蘇省句容市と金壇市の周代土墩墓群
8. 河南省内黄県三楊荘の漢代集落遺跡
9. 陝西省韓城市の梁帯村両周遺跡
10. 山西省大同市の沙嶺北魏壁画墓

## 2004年度
1. 広東省広州市の大学城南漢二陵
2. 河北省易県の北福地遺跡
3. 河南省偃師市の二里頭遺跡宮殿区
4. 湖南省寧郷県の炭河里西周城跡
5. 江蘇省無錫市鴻山の越国貴族墓
6. 遼寧省朝陽市の十六国三燕竜城宮城南門遺跡
7. 山西省芮城県の清涼寺墓地
8. 四川省綿竹市城関鎮の剣南春酒坊遺跡
9. 新疆ウイグル自治区ロプノールの小河墓地
10. 浙江省杭州市厳官巷の南宋御街遺跡

## 2003年度
1. 遼寧省凌源市の牛河梁遺跡
2. 河南省鄭州市の大師姑夏代城跡
3. 陝西省眉県の楊家村西周青銅器穴蔵
4. 陝西省扶風県の周原李家西周鋳銅作坊遺跡
5. 山東省章丘市の危山漢代墓と陪葬坑および陶窯
6. 山東省臨沂市の洗硯池晋墓
7. 陝西省の唐昭陵北司馬門遺跡
8. 内モンゴル自治区通遼市の吐爾基山遼墓
9. 内モンゴル自治区集寧県の路古城遺跡
10. 江西省景徳鎮市珠山の明清御窯遺跡

## 2002年度
1. 広西チワン族自治区百色市の革新橋石器時代石器加工場遺跡
2. 湖南省の里耶古城と出土秦簡牘
3. 山東省日照市の海曲漢代墓地
4. 河北省臨漳県の鄴城遺跡
5. 山西省太原市王家峰の北斉の徐顕秀の墓
6. 湖北省巴東県の旧県坪遺跡
7. 吉林省延辺朝鮮族自治州の渤海国西古城跡
8. 黒竜江省阿城市劉秀屯の金代大型宮殿基跡
9. 江西省進賢県李渡の元代焼酒作坊遺跡
10. 浙江省寧波市の元代慶元路永豊庫遺跡

## 2001年度
1. 山西省吉県の柿子灘遺跡
2. 浙江省杭州市蕭山区の跨湖橋遺跡
3. 青海省民和回族トゥ族自治県の喇家遺跡
4. 広東省深圳市の屋背嶺遺跡
5. 四川省成都市の金沙遺跡
6. 貴州省赫章県の可楽墓遺跡
7. 浙江省杭州市の雷峰塔遺跡
8. 河南省禹州市の神鎮鈞窯遺跡
9. 浙江省杭州市の老虎洞南宋窯跡
10. 浙江省杭州市の南宋恭聖仁烈皇后邸跡

## 2000年度
1. 福建省三明市の万寿岩旧石器遺跡
2. 河南省新密市の龍山文化の古城跡
3. 湖北省潜江市の竜湾宮殿遺跡
4. 南京市紫金山の六朝壇類建築遺跡
5. 河南省宝豊県の清涼寺汝官窯遺跡
6. 江蘇省連雲港市の藤花落遺跡
7. 広東省博羅県の横嶺山先秦墓地
8. 四川省成都市の古蜀国大型船棺独木棺墓
9. 浙江省杭州市の南宋臨安府治遺跡
10. 山東省章丘市の洛荘漢墓陪葬坑と祭祀坑遺跡

## 1999年度
1. 江蘇省江陰市の高城墩新石器時代遺跡
2. 吉林省通化市の万発撥子遺跡
3. 雲南省昆明市官渡区の羊甫頭墓地
4. 安徽省淮北市の隋唐大運河の調査
5. 遼寧省桓仁満族自治県の五女山城
6. 山西省太原市晋源区の隋の虞弘の墓
7. 河北省張北県の元代中都遺跡
8. 四川省成都市の水井街酒坊遺跡
9. 遺跡出土陶鬲跡夯築遺跡
10. 湖南省虎渓山一号漢墓

## 1998年度
1. 泥河湾盆地于家溝旧石器遺跡
2. 含山凌家灘新石器時代祭壇と墓地
3. 金壇三星村新石器時代遺跡
4. 重慶市忠県の中壩遺跡
5. 遼寧省北票市の康家屯夏家店下層文化石城跡
6. 浙江省紹興市の印山越国王陵
7. 三峡庫区雲陽李家壩遺跡
8. 小浪底水庫後漢漕運建築基跡
9. 南京市の六朝家族墓地
10. 林湖寺竜口越窯窯跡

## 1997年度
1. 洛陽盆地の旧石器地点群
2. 山東省章丘市の西河遺跡
3. 広西チワン族自治区邕寧県の頂螄山遺跡
4. 香港の東湾仔北遺跡
5. 河南省偃師市の商城小城
6. 河南省新鄭市の鄭韓故城鄭国祭祀遺跡
7. 湖南省澧県の城頭山遺跡
8. 遼寧省綏中県石碑地の秦漢遺跡
9. 広東省広州市の南越国御苑遺跡
10. 新疆ウイグル自治区ロプノール県の営盤漢晋墓地

## 1996年度
1. 重慶市豊都県の煙墩堡遺跡
2. 河南省孟津県の妯娌新石器時代集落遺跡
3. 四川省成都平原の先史古城跡群
4. 河南省平頂山市の応国墓地
5. 四川省華鎣市の南宋安丙家族墓地安丙墓
6. 湖南省長沙市の走馬楼三国呉紀年簡牘
7. 遼寧省北票市の喇嘛洞墓地
8. 山東省青州市の竜興寺仏教造像窖藏
9. 山東省長清県双乳山の前漢済北王陵
10. 青海省都蘭県の吐蕃墓群の発見

## 1995年度
1. 江西省万年県大源郷の仙人洞遺跡と吊桶環遺跡
2. 湖南省道県寿雁鎮の玉蟾洞遺跡
3. 河南省鄭州市西山の仰韶文化城跡
4. 河南省鄭州市石仏郷の小双橋殷遺跡
5. 山東省長清県の仙人台国貴族墓地
6. 広州市中山四路の南越国宮署遺跡
7. 江蘇省徐州市の獅子山前漢楚王陵
8. 新疆ウイグル自治区ニヤ県のニヤ遺跡
9. 黒竜江省寧安市渤海鎮の渤海国遺跡
10. 杭州市中山南路の南宋太廟遺跡

## 1994年度
1. 三峡ダム工事水没地区の考古調査
2. 南京市江寧県の湯山遺跡
3. 河南省鄧州市白荘村の八里崗遺跡
4. 安徽省蒙城県畢集村の尉遅寺遺跡
5. 河南省輝県の孟荘遺跡
6. 山東省滕州市の殷周貴族墓
7. 河南省永城市の漢の梁孝王陵墓
8. 西安市の隋代灞橋遺跡
9. 陝西省麟遊県の隋代仁寿宮・唐代九成宮37号殿跡
10. 内モンゴル自治区アルホルチン旗の遼代宝山貴族墓

## 1993年度
1. 貴州省盤県大洞遺跡
2. 江蘇省高郵市の竜虬荘遺跡
3. 浙江省余杭市莫角山の良渚文化大型建築基跡
4. 山西省曲沃県の晋侯邦父および夫人墓
5. 湖南省長沙市の王后「漁陽」墓
6. 山西省大同市の雲崗石窟第三窟遺跡
7. 江蘇省揚州市の唐城遺跡
8. 江西省豊城市の洪州窯窯跡
9. 河北省宣化県下八里の遼代壁画墓群
10. 遼寧省綏中県の元代沈船水中考古調査

## 1992年度
1. 湖北省鶏公山遺跡
2. 内モンゴル自治区興隆窪原始集落遺跡
3. 湖南省澧県の城頭山屈家嶺文化古城跡
4. 江蘇省の趙陵山良渚文化遺跡
5. 山西省の晋侯墓地の発見と研究
6. 河南省の丹江口ダムの楚国貴族墓
7. 安徽省天長市の三角圩漢墓群
8. 雲南省江川県の李家山古墓群
9. 内モンゴル自治区の遼代の耶律羽之の墓
10. 河南省洛陽市の北宋衙署庭園遺跡

## 1991年度
1. 山東省鄒平県丁公の龍山文化城跡
2. 浙江省余杭市匯観山の良渚文化の祭壇と大墓遺跡
3. チベット自治区ラサ市の曲貢遺跡
4. 河南省の殷墟花園荘の殷代甲骨穴蔵
5. 河北省定州市の殷代方国貴族墓葬
6. 江西省瑞昌市銅嶺の殷周の銅鉱跡
7. 河南省三門峡市上村嶺の西周虢仲墓
8. 甘粛省敦煌市の漢懸泉置遺跡
9. 河南省永城市芒碭山の漢梁孝王王后墓
10. 黒竜江省の渤海国王陵区大型石室壁画墓

## 1990年度
1. 湖北省鄖県の人頭骨化石
2. 山東省城子崖の龍山文化と岳石文化遺跡
3. 河南省殷墟郭家荘160号墓
4. 河南省三門峡市の上村嶺周代虢季墓
5. 山東省後李春秋車馬坑と淄河店2号戦国大墓
6. 陝西省の漢景帝陽陵従葬坑およびその彩絵陶俑
7. 陝西省の漢長安城陶俑官窯窯跡
8. 河南省の隋唐洛陽城応天門東闕遺跡
9. 寧夏回族自治区賀蘭県の宏仏塔天宮西夏文物
10. 北京市の金中都水関遺跡